# Història de les Seychelles

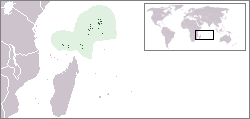
La localització de les illes Seychelles va fer que francesos i britànics se les disputessin durant l'Edat Moderna.

La història de les Seychelles comença pels exploradors occidentals a principis del segle xvi. Els primers exploradors que van aconseguir arribar a les Seychelles van ser els portuguesos però va ser França qui va colonitzar l'illa. Després de les Guerres Napoleòniques van passar a mans del Regne Unit el 1814, qui els va atorgar l'estatus de colònia el 1903. El 1976 va aconseguir la independència i va esdevenir una república de la Commonwealth. Després d'una primera etapa democràtica, un cop d'estat del seu Primer Ministre René va establir un sistema unipartidista  socialista el 1977, fins que el 1993 es va restablir la democràcia.

## Primers exploradors i domini francès
Les illes van ser albirades per Vasco da Gama el 1502 i van aparèixer en les cartes de navegació portugueses el 1505, encara que les illes podrien haver estat visitades amb anterioritat per austronesis o mercaders àrabs. No obstant això, les illes van romandre deshabitades per més de 150 anys després de ser descobertes. En trobar-se en un punt estratègic pel comerç entre Àsia i Europa, les illes van ser emprades pels  pirates com a refugi fins que els  francesos prenguessin el control de l'arxipèlag. El 1742 el governador francès de l'Illa Maurici, Bertrand-François Mahé de La Bourdonnais, va enviar una expedició a les illes. Una segona expedició enviada el 1756 va formalitzar el  domini francès sobre les illes i els va donar el seu actual nom en honor del ministre de finances de  Lluís XV Jean Moreau de Séchelles. La nova colònia francesa no va prosperar en les seves primeres dècades de vida i no va ser fins al 1794 quan va florir sota el comandament de Jean-Baptiste Quéau de Quincy.

## Colònia britànica
Durant les Guerres Napoleòniques les illes van canviar de mans en diverses ocasions. El Regne Unit va controlar les illes entre 1794 i 1811, per convertir-se definitivament en possessió britànica després del Tractat de París de 1814. Des de la fundació de la colònia francesa fins al 1903, la colònia de les Seychelles va ser una dependència de Maurici, que també va passar de mans franceses a britàniques el 1814.
El 1888 un administrador, un consell d'administració i executiu independent del de Maurici va ser establert a les Seychelles. Nou anys després de l'establiment del nou administrador del fòrum, aquest va adquirir plens poders i es va convertir en governador de la nova Colònia de les Seychelles. El 31 d'agost de 1903 les Seychelles van passar a ser una colònia del Territori Britànic d'Ultramar.
El 1958 França va tornar a comprar les Illes Glorioses al Regne Unit, que van formar part de les Illes Disperses de l'oceà Índic.

## La independència

El 1976 van aconseguir la independència. Bandera de les Seychelles.

Al març de 1970, representants i polítics de les Seychelles es van reunir a Londres per fer una convenció sobre la constitució de les illes. A la reunió van participar el Partit democràtric de les Seychelles (Seychelles Democtaric Party en anglès (SPD)) de James Mancham, qui advocava per una major integració al Regne Unit, i el Partit Unit del Poble de Seychelles (Seychelles People's United Party (SPUP)) de France-Albert René, qui promovia la independència. Les eleccions celebrades al novembre de 1970 van portar a les illes una nova constitució amb Mancham com a Ministre Principal. A l'abril de 1974 es van celebrar unes noves eleccions en què els dos partits majoritaris van fer campanya per la independència. Després d'aquestes eleccions es van iniciar converses amb el Regne Unit. El 29 de juny de 1976 les Seychelles van aconseguir la independència passant a ser una república independent dins de la Commonwealth. Sir James Mancham, que poc temps abans havia estat nomenat cavaller, es va convertir en el primer president del país, amb René com a Primer Ministre. Les negociacions establertes per aconseguir la independència del país també van aconseguir que les illes d'Aldabra, Farquhar i Desroches, tornessin a les Seychelles, ja que al novembre de 1965 el govern britànic les havia transferit al nou Territori Britànic de l'Oceà Índic (BIOT).

## El cop d'estat de René i la dictadura
El 5 de juny de 1977 el fins llavors Primer Ministre, France-Albert René, va protagonitzar un cop d'estat que va acabar enderrocant al president Mancham, que va marxar a l'exili. René va crear una república socialista de partit únic amb el suport del Front Progressista Popular de les Sychelles (Seychelles People's Progressive Front (SPPF)).
El 1981 es va produir un altre cop d'estat per part de Mike Hoare i un grup de mercenaris, però que no va aconseguir tenir èxit. Una comissió internacional nomenada el 1982 pel Consell de Seguretat de Nacions Unides va concloure que les agències de seguretat de Sud-àfrica havien estat implicades en el cop d'estat, incloent el subministrament d'armes i municions. El govern va ser enderrocat a l'agost de 1982 per un motí de les tropes, però aquesta rebel·lió va ser sufocada dos dies més tard per tropes lleials al president amb el suport de tropes de Tanzània.

## El retorn a la democràcia
El 4 de desembre de 1991 el president René va anunciar en un congrés extraordinari del SPPF el retorn a un sistema multipartidista després de gairebé 16 anys d'un sistema de partit únic. El 27 de desembre de 1991 es va esmenar la constitució de les Seychelles per permetre l'existència de partits polítics. Entre els exiliats que van tornar al país es trobava l'anterior President James Mancham, que va tornar a l'abril de 1992 i va refundar el seu partit, aquesta vegada anomenat Partit Democràtic (Democratic Party, DP). A finals d'abril de 1992 s'havien registrat vuit partits polítics per participar en el primer pas de la transició política: l'elecció de la comissió constitucional que va tenir lloc entre el 23 i el 26 de juliol de 1992.
La comissió estava formada per 22 membres electes, 14 del SPPF i 8 del DP, i va començar a treballar el 27 d'agost del 1992 amb les crides de Mancham i René a una reconciliació nacional i a arribar a un consens per a la nova constitució democràtica. El 7 de maig de 1993 es va aconseguir un text consensuat que va ser aprovat en referèndum entre el 15 i el 18 de juny d'aquest mateix any. La consulta va obtenir un 73,9% dels vots a favor i un 24,1% en contra.
Entre el 23 i el 26 de juliol de 1993 es van celebrar les primeres eleccions presidencials i legislatives sota l'empara de la nova constitució. Les eleccions van ser guanyades per l'anterior president René. Tres partits es van presentar a les eleccions, el SPPF, el DP i l'UO (United Opposition, Oposició Unida en anglès), una coalició de tres partits menors, incloent el Partit Seselwa. Dos partits de l'oposició es van presentar al costat del DP. Tots els partits i els observadors internacionals van acceptar els resultats de les eleccions com a lliures i netes.
En les eleccions presidencials del 20-22 de març de 1998 es van presentar tres candidats, René pel SPPF, Mancham pel DP i Wavel Ramkalawan. Les eleccions van ser novament guanyades per René i la seva SPPF. En aquestes eleccions la popularitat del president René va augmentar si es compara amb la del 1993, passant d'un 59,5 a un 66,6% en l'índex de popularitat i d'un 56,5 a un 61,7% dels vots. René es va mantenir en la presidència fins al 14 d'abril de 2004. El successor de René va ser James Alix Michel, que va ser reelegit el 31 de juliol de 2006.
El 27 de febrer de 2019, el president de França-Albert René Seychelles, del 1977 al 2004, va morir als 83 anys.

## Llista dels governadors britànics de les Seychelles (1903-1976)
- 1903-1904:  Ernest Bickham Sweet-Escott
- 1904-1912: Walter Edward Davidson
- 1912-1918: Charles Richard Mackey O'Brien
- 1918-1921:  Sir Eustace Edward Twistleton-Wykeham-Fiennes, Bt
- 1921-1927:  Sir Joseph Aloysius Byrne
- 1927-1928:  Sir Malcolm Stevenson
- 1928-1934:  Sir de Symons Montagu George Honey
- 1934-1936:  Sir Gordon James Lethem
- 1936-1942:  Sir Arthur Francis Grimble
- 1942-1947:  Sir William Marston Logan
- 1947-1951:  Percy Selwyn Selwyn-Clarke
- 1951-1953: Frederick Crawford
- 1953-1959:  Sir William Addis
- 1958-1961:  Sir John Kingsmill Thorp
- 1962-1967:  The Earl of Oxford and Asquith
- 1967-1969:  Sir Hugh Selby Norman-Walker
- 1969-1973:  Sir Bruce Greatbatch
- 1973-1976: Colin Allan